# Fresno
Fresno je město v americkém státě Kalifornie. Má okolo 542 012 obyvatel a metropolitní oblast asi 1 081 315. Je pátým největším městem v Kalifornii, největším vnitrozemským městem ve státě a 34. největším městem USA. Nachází se v údolí San Joaquin Valley, které je součástí velkého kalifornského údolí Central Valley.
Zdrojem turismu je především nedaleký Yosemitský národní park.

## Historie
San Joaquin Valley, kde se Fresno nachází bylo dříve domov domorodých Miwokiovů. První Evropan vstoupil na území dnešního města již roku 1772 (španělský objevitel Pedro Fages), nicméně do této oblasti se začali lidé masově sjíždět až během Kalifornské zlaté horečky.
Město bylo oficiálně založeno roku 1872 jako železniční zastávka při Pacifické železnici. Od té doby se Fresno stalo ekonomickým centrem svého okolí, které bylo dříve zaměřeno jen na zemědělskou produkci.

## Demografie
Podle sčítání lidu z roku 2020 zde žilo 494 665 obyvatel.

### Rasové složení
- 23,93 % nehispánští bílí Američané
- 6,94 % Afroameričané
- 0,65 % američtí indiáni
- 14,25 % asijští Američané
- 0,14 % pacifičtí ostrované
- 0,54 % jiná rasa
- 3,06 % dvě nebo více ras

- 50,50% Američané hispánského nebo latinskoamerického původu (bez ohledu na rasu)[1]

Podle sčítání lidu z roku 2020 se Fresno zařadilo mezi města, ve kterém mají Američané hispánského původu většinovou populaci.

## Doprava

### Silnice
Fresno je největším americkým městem, které není přímo napojeno na systém mezistátních silnic, ovšem  vzhledem k rostoucí populaci města i problémům s dopravou se propojení zvažuje. Nachází se ale na kalifornské vnitrostátní dálnici 99, která propojuje velká sídla v Central Valley.

### Letiště
Sídlo je obsluhováno mezinárodním letištěm Fresno Yosemite, které ročně odbaví přibližně 1,3 milionů pasažérů a nabízí pravidelné lety pro pasažéry i nákladní. Jedná se v zásadě o vnitrostátní lety, popřípadě spoje do mexických měst.

## Vzdělání
Hlavní vysokou školou sídlící ve Fresnu je California State University, své cetrum má zde ovšem i například University of California jinak sídlící v San Franciscu

### Sport
Jelikož ve Fresnu nesídlí žadný slavný velkoklub, velmi populární jsou právě vysokoškolské ligy a to včetně hokeje, basketbalu či amerického fotbalu.

## Slavní rodáci
- William Saroyan (1908–1981), americký prozaik, básník a dramatik[3]
- Kirk Kerkorian (1917–2015), americký podnikatel, investor a filantrop[4]
- Barbara Radding Morganová (* 1951), americká učitelka a bývalá astronautka[5]
- Steven Zaillian (* 1953), americký scenárista a režisér, nositel Zlatého glóbu a Oscara[6]

## Partnerská města
- Kóči, Japonsko
- Láhaur, Pákistán
- Mašhad, Írán
- Morogoro, Tanzanie
- Münster, Německo
- Taraz, Kazachstán
- Torreón, Mexiko
- Verona, Itálie
- Catubig, Filipíny
- Bongabong, Filipíny